# Aradia

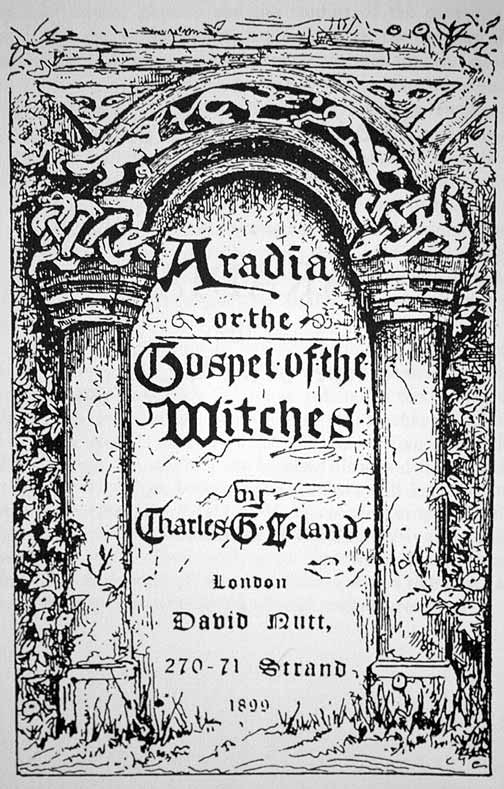
Portada del libro "Aradia" o el "Evangelio de las Brujas", 1899.

Aradia es una figura importante en la Stregheria, la Wicca y en otras formas de neopaganismo.
Según estás creencias, Aradia sería la hija mesiánica de la diosa Diana, venida a la tierra para enseñar a los pobres y a los oprimidos la brujería como medio de resistencia social.

## Origen del nombre según autores
La figura de Aradia aparece por vez primera en la literatura en 1899, en el libro Aradia o El evangelio de las brujas de Charles Godfrey Leland.
Leland identifica a Aradia con Erodiade, escribiendo:
"...el nombre no deriva de Erodiade del Nuevo Testamento, pero una copia más antigua de Lilith que tiene el mismo nombre... en el siglo sexto el culto de Erodiade y Diana por parte de las brujas fue condenado por la iglesia en el Concilio de Angora".
En la historia de los juicios de las brujas recurre de hecho esta asimilación: Diana es a menudo puesta al lado de la figura de Erodiade, como en el proceso de Milán de 1390 contra Sibila de Laria y Pierina de Bugatis.
- Raven Grimassi, afirma que Aradia fue una figura histórica llamada Aradia di Toscano, quien dirigió a un grupo de "brujas adoradoras de Diana" en siglo XIV en la región de Toscana, Italia. Grimassi señala que la Aradia que aparece en la obra El Evangelio de las Brujas, de Charles Leland, es una "versión cristianizada distorsionada" de la historia verdadera de Aradia.

- Piperno y otros escritores hipotetizan una identificación de Erodiade con Lilith.

- Carlo Ginzburg, historiador científico (especialista en Micro-historia), escritor y ensayista que en el libro "Historia Nocturna" se ocupó del fenómeno de la brujería popular desde un punto de vista histórico y antropológico, hace derivar el nombre de Aradia de la unión de los nombres de Hera y Diana, ambos supervivientes al advenimiento del cristianismo y unidos en una figura compuesta de nombre Herediana o Herodiana.

- El historiador Ronald Hutton, en "The Triumph of the Moon" (El Triunfo de la Luna) sugiere que esta identificación con Erodiade fue inspirada de la óbra de Jules Michelet, "Satanism and Witchcraft" (Satanismo y Brujería).

- La antropóloga Sabina Magliocco, por otra parte, considerar que hay una conexión entre la Erodiade italiana (Herodias), el culto de Erodiade y Aradia.

Recientemente hay quienes han adelantado la hipótesis de Aradia como un nombre compuesto.